# 炮打東洋人
炮打東洋人，也稱為炮打洋鬼子，流傳於连云港等地，但與同省的炮打洋鬼子的射吃不同，前者吃法類似頂吃。洛阳市亦有此遊戲。

## 棋具

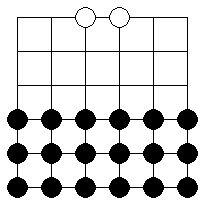
棋具圖

- 棋盤為六橫六豎的橫縱線交叉，組成共三十六個棋點。

- 分為兩方：
  - 洋人方：有十八枚稱為洋人的棋子。
  - 大炮方：有兩枚稱為大炮的棋子。

## 規則
- 初始佈置為東洋人棋子皆放離己方最近的三橫線；大炮棋子放在己方底橫線與三、四縱線的交點。

- 一人一著，炮方先走。

- 每回合每方沿線一步至空棋點。
  - 當形成兩炮在同線緊連，同線隔一空鄰點的東洋人棋子後鄰點沒有東洋人棋子，則將後者移出棋盤。

- 大炮方以消滅東洋人所有棋子獲勝。

- 東洋人方以讓所有大炮棋不能移動獲勝[2]。

## 外部連結
- 遊戲照片
- 遊戲介紹 （页面存档备份，存于）